# Fabien Alexandre
Pour les articles homonymes, voir Alexandre.

a Compétitions nationales et continentales officielles uniquement.

b Matchs officiels uniquement.
Dernière mise à jour le 18 avril 2020.
Fabien Alexandre, né le 15 mai 1985 à Échirolles, est un joueur français de rugby à XV qui évolue au poste de troisième ligne aile ou de troisième ligne centre.

## Biographie
En avril 2020, alors que le championnat est suspendu en raison de la pandémie de Covid-19 en France, il annonce mettre un terme à sa carrière professionnelle de joueur. Il continue néanmoins la pratique du rugby en Isère, rejoignant le SO Voiron en Fédérale 2.

## Palmarès
- Vice-champion du Top 14 en 2008 avec l'ASM Clermont
- Champion de France de Pro D2 en 2012 avec le FC Grenoble

## Statistiques en équipe nationale
- Équipe de France -21 ans :
  - 2006 : champion du monde en France, 4 sélections (Irlande, Afrique du Sud deux fois, Australie)[1]
  - 8 sélections en 2005-2006[réf. nécessaire]
  - 2005 : participation au championnat du monde en Argentine, 4 sélections (Irlande, Angleterre, Australie, Nouvelle-Zélande)[réf. nécessaire]
  - 8 sélections en 2004-2005[réf. nécessaire]